# Sallisaw
Sallisaw és una ciutat dels Estats Units a l'estat d'Oklahoma. Segons el cens del 2000 tenia 7.989 habitants.

## Demografia
Segons el cens del 2000, Sallisaw tenia 7.989,5 habitants, 3.206 habitatges, i 2.151 famílies. La densitat de població era de 242,9 habitants per km².
Dels 3.206 habitatges en un 0% hi vivien nens de menys de 18 anys, en un 0% hi vivien parelles casades, en un 15,3% dones solteres, i en un 32,9% no eren unitats familiars. En el 29,6% dels habitatges hi vivien persones soles el 13,9% de les quals corresponia a persones de 65 anys o més que vivien soles. El nombre mitjà de persones vivint en cada habitatge era de 2,42 i el nombre mitjà de persones que vivien en cada família era de 2,99.
Per edats la població es repartia de la següent manera: un 26,6% tenia menys de 18 anys, un 9,9% entre 18 i 24, un 25% entre 25 i 44, un 21,8% de 45 a 60 i un 16,7% 65 anys o més.
L'edat mediana era de 36 anys. Per cada 100 dones de 18 o més anys hi havia 82,9 homes.
La renda mediana per habitatge era de 24.821 $ i la renda mediana per família de 31.572 $. Els homes tenien una renda mediana de 26.793 $ mentre que les dones 19.775 $. La renda per capita de la població era de 13.231 $. Entorn del 18,5% de les famílies i el 23,3% de la població estaven per davall del llindar de pobresa.

## Poblacions més properes
El següent diagrama mostra les poblacions més properes.